# Vlajko Stojiljković
Vlajko Stojiljković (Mala Krsna, 1937. godine - Beograd, 13. travnja 2002. godine), srbijanski političar, funkcionar Socijalističke partije Srbije, i bivši ministar unutarnjih poslova Srbije (1997. – 2000.).
Protiv Stojiljkovića, Haaški tribunal podigao je optužnicu zbog ratnih zločina na Kosovu tijekom 1999. godine. Nakon što je Skupština tadašnje SR Jugoslavije usvojila Zakon o suradnji s Haaškim tribunalom, 11. travnja 2002. godine, Stojiljković je izvršio samoubojstvo ispred ulaza u savezni parlament pucajući sebi u glavu iz pištolja. Umro je dva dana kasnije, u beogradskom Urgentnom centru.